# Escaldes-Engordany
Escaldes-Engordany – miasto i jedna z 7 parafii w Andorze. Drugie co do wielkości miasto tego kraju. W 2014 roku liczyła 14 002 mieszkańców.
Połowę mieszkańców stanowią Hiszpanie. Les Escaldes jest największym miastem Andory nieposiadającym uniwersytetu.
Parafię ustanowiono w 1978, podczas reformy administracyjnej, wydzielając ją z parafii Andora. Przed reformą do Rady Generalnej Andory wybierano po czterech przedstawicieli z każdej parafii, bez względu na liczbę jej mieszkańców. Powodowało to niezadowolenie mieszkańców Escaldes-Engordany, którzy stanowiąc ok. 1/3 mieszkańców kraju byli pozbawieni przedstawicieli w Radzie. Jednakże poprzedni podział na 6 parafii jest mocno zakorzeniony w kulturze, ma oparcie w legendzie o wygnanej z nieznanego kraju królewnie oraz wędrowcu i sześciorgu dzieciach tej pary, będących założycielami poszczególnych parafii. Escaldes-Engordany zyskało zatem 4 przedstawicieli w Radzie, lecz np. w ludowych tańcach (contrapás, Ball de la Marrata) nadal jest pomijane, a postaci odtwarzających legendę jest 6.

## Demografia
Liczba ludności w poszczególnych latach: